# Terminiers
Terminiers est une commune française située dans le département d'Eure-et-Loir en région Centre-Val de Loire.

## Géographie

### Situation

Situation géographique
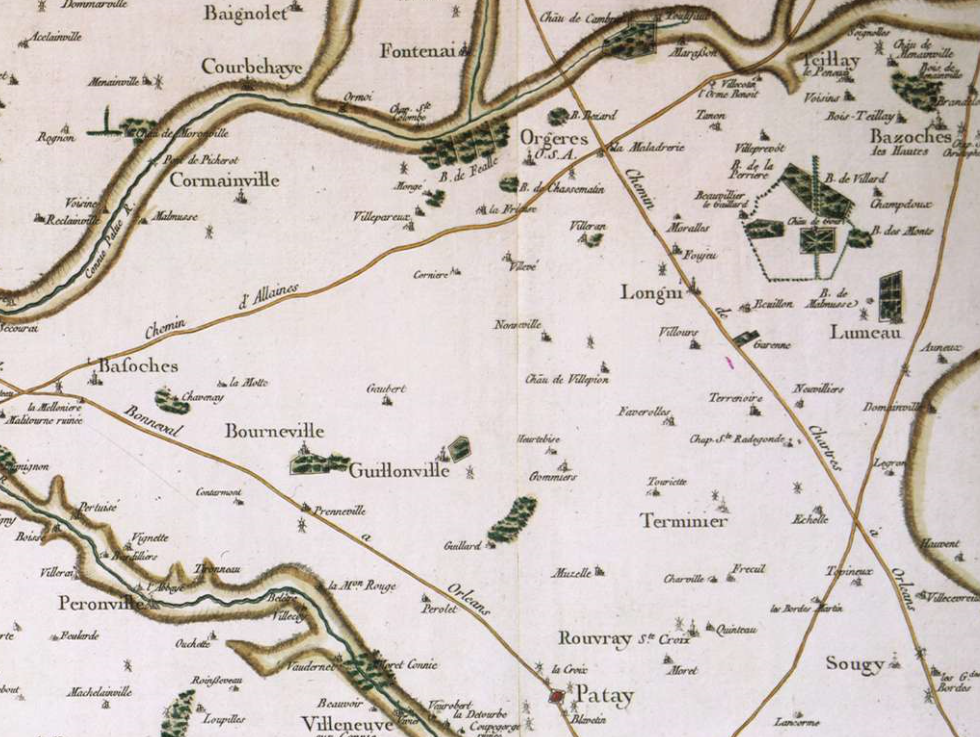
Extrait de la carte de Cassini, 1757.
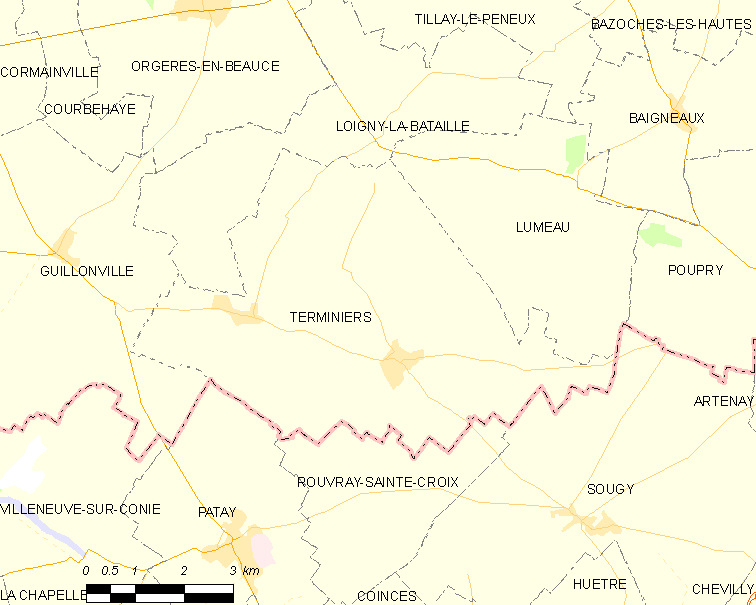
Carte de la commune de Terminiers.
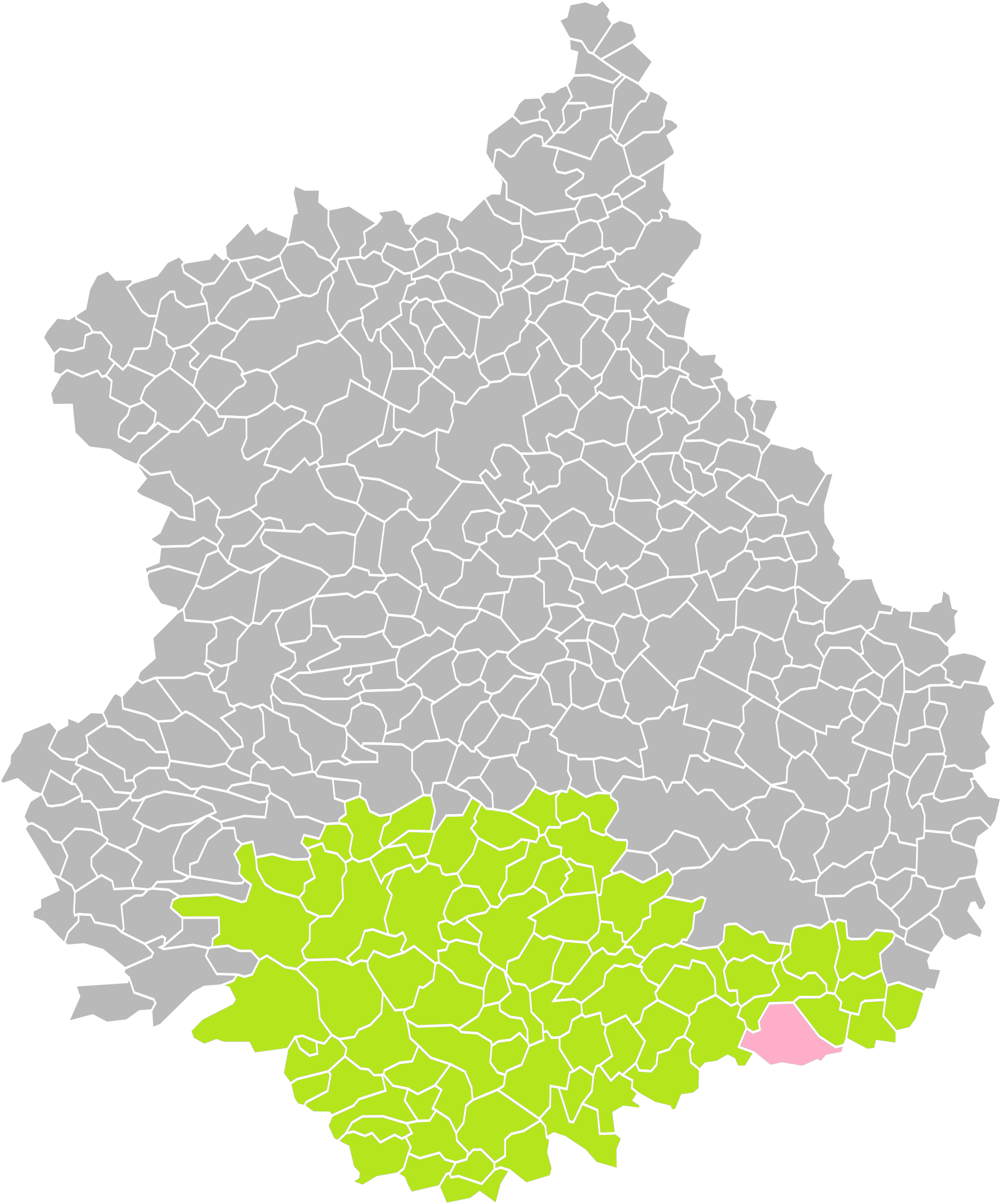
Terminiers dans son arrondissement.

### Communes et département limitrophes
| Orgères-en-Beauce | Loigny-la-Bataille            | Lumeau         |
| Guillonville      | Terminiers                    | Poupry         |
| Patay (Loiret)    | Rouvray-Sainte-Croix (Loiret) | Sougy (Loiret) |

### Climat
Pour des articles plus généraux, voir Climat du Centre-Val de Loire et Climat d'Eure-et-Loir.
En 2010, le climat de la commune est de type climat océanique dégradé des plaines du Centre et du Nord, selon une étude du CNRS s'appuyant sur une série de données couvrant la période 1971-2000. En 2020, Météo-France publie une typologie des climats de la France métropolitaine dans laquelle la commune est exposée à un climat océanique altéré et est dans la région climatique  Moyenne vallée de la Loire, caractérisée par une bonne insolation (1 850 h/an) et un été peu pluvieux. 
Pour la période 1971-2000, la température annuelle moyenne est de 10,8 °C, avec une amplitude thermique annuelle de 15,1 °C. Le cumul annuel moyen de précipitations est de 647 mm, avec 11 jours de précipitations en janvier et 7,5 jours en juillet. Pour la période 1991-2020, la température moyenne annuelle observée sur la station météorologique de Météo-France la plus proche, sur la commune de Guillonville à 6 km à vol d'oiseau, est de 11,4 °C et le cumul annuel moyen de précipitations est de 617,9 mm,. Pour l'avenir, les paramètres climatiques de la commune estimés pour 2050 selon différents scénarios d'émission de gaz à effet de serre sont consultables sur un site dédié publié par Météo-France en novembre 2022.

### Milieux naturels et biodiversité
Le territoire de la commune fait partie du site classé Natura 2000 « Beauce et vallée de la Conie ». Ce site, qui s'étend sur 71 652 ha, est une zone de protection spéciale (ZPS) des oiseaux sauvages.

## Urbanisme

### Typologie
Au 1er janvier 2024, Terminiers est catégorisée commune rurale à habitat dispersé, selon la nouvelle grille communale de densité à 7 niveaux définie par l'Insee en 2022.
Elle est située hors unité urbaine. Par ailleurs la commune fait partie de l'aire d'attraction d'Orléans, dont elle est une commune de la couronne,. Cette aire, qui regroupe 136 communes, est catégorisée dans les aires de 200 000 à moins de 700 000 habitants,.

### Occupation des sols
L'occupation des sols de la commune, telle qu'elle ressort de la base de données européenne d’occupation biophysique des sols Corine Land Cover (CLC), est marquée par l'importance des territoires agricoles (97 % en 2018), en diminution par rapport à 1990 (98,6 %). La répartition détaillée en 2018 est la suivante : 
terres arables (97 %), zones urbanisées (3 %). L'évolution de l’occupation des sols de la commune et de ses infrastructures peut être observée sur les différentes représentations cartographiques du territoire : la carte de Cassini (XVIIIe siècle), la carte d'état-major (1820-1866) et les cartes ou photos aériennes de l'IGN pour la période actuelle (1950 à aujourd'hui).

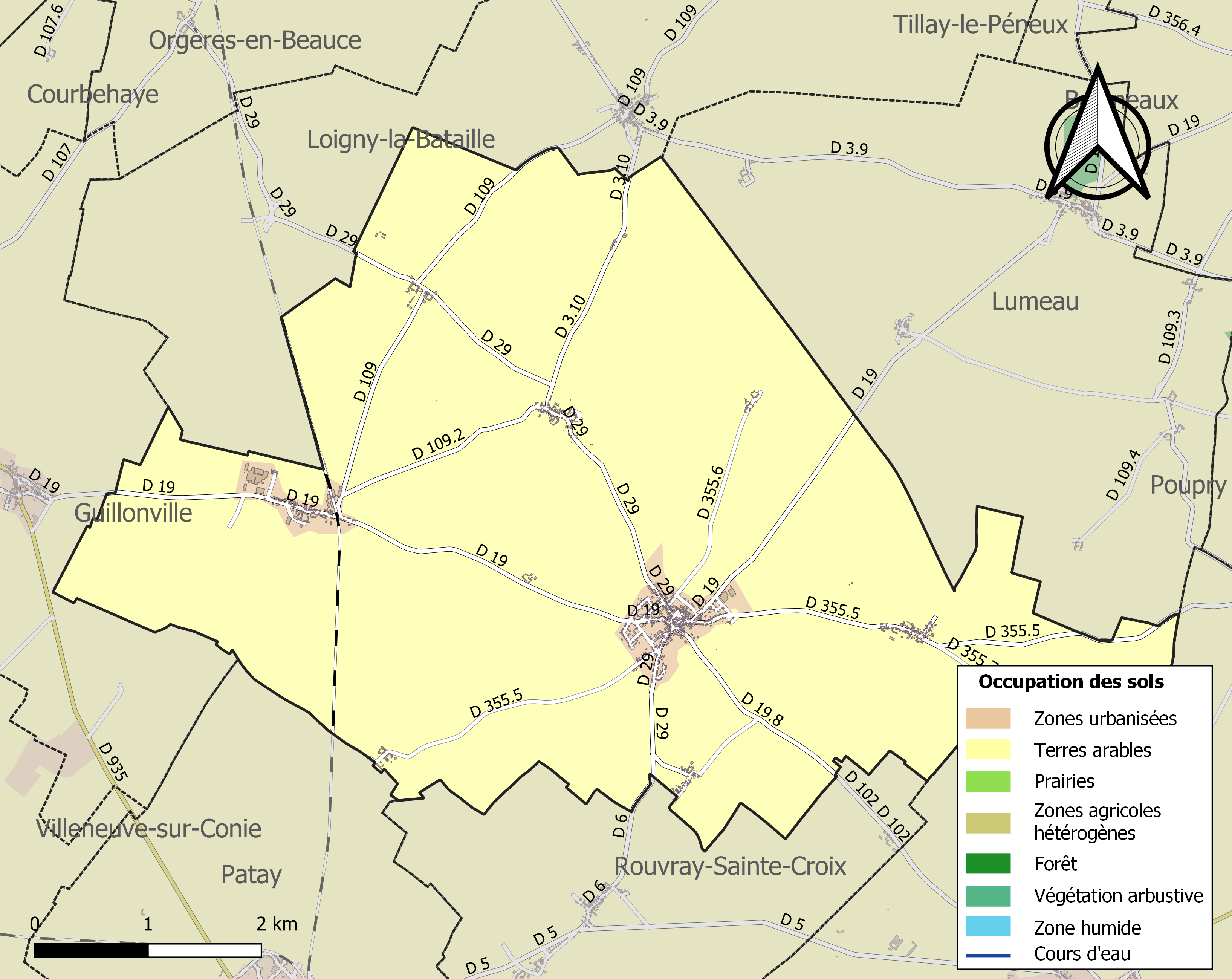
Carte des infrastructures et de l'occupation des sols de la commune en 2018 (CLC).

### Lieux-dits, hameaux et écarts
- Gommiers, hameau accueillant la dernière gare de fret de la ligne de Chartres à Orléans avant l'entrée dans le Loiret à Patay ;
- Villepion ;
- Villours ;
- Faverolles ;
- Terre noire ;
- Échelles ;
- Frécu ;
- Muzelles.

### Voies de communication et transports

#### Voies de communication
Provenant d'Orgères-en-Beauce et se dirigeant vers Patay, la commune est traversée à Gommiers par la ligne de Chartres à Orléans, uniquement ouverte au fret, essentiellement de productions agricoles.

### Risques majeurs
Le territoire de la commune de Terminiers est vulnérable à différents aléas naturels : météorologiques (tempête, orage, neige, grand froid, canicule ou sécheresse), inondations, mouvements de terrains et séisme (sismicité très faible). Il est également exposé à un risque technologique, le transport de matières dangereuses. Un site publié par le BRGM permet d'évaluer simplement et rapidement les risques d'un bien localisé soit par son adresse soit par le numéro de sa parcelle.

#### Risques naturels
Certaines parties du territoire communal sont susceptibles d’être affectées par le risque d’inondation par débordement de cours d'eau, notamment la Roguenette. La commune a été reconnue en état de catastrophe naturelle au titre des dommages causés par les inondations et coulées de boue survenues en 1999,.

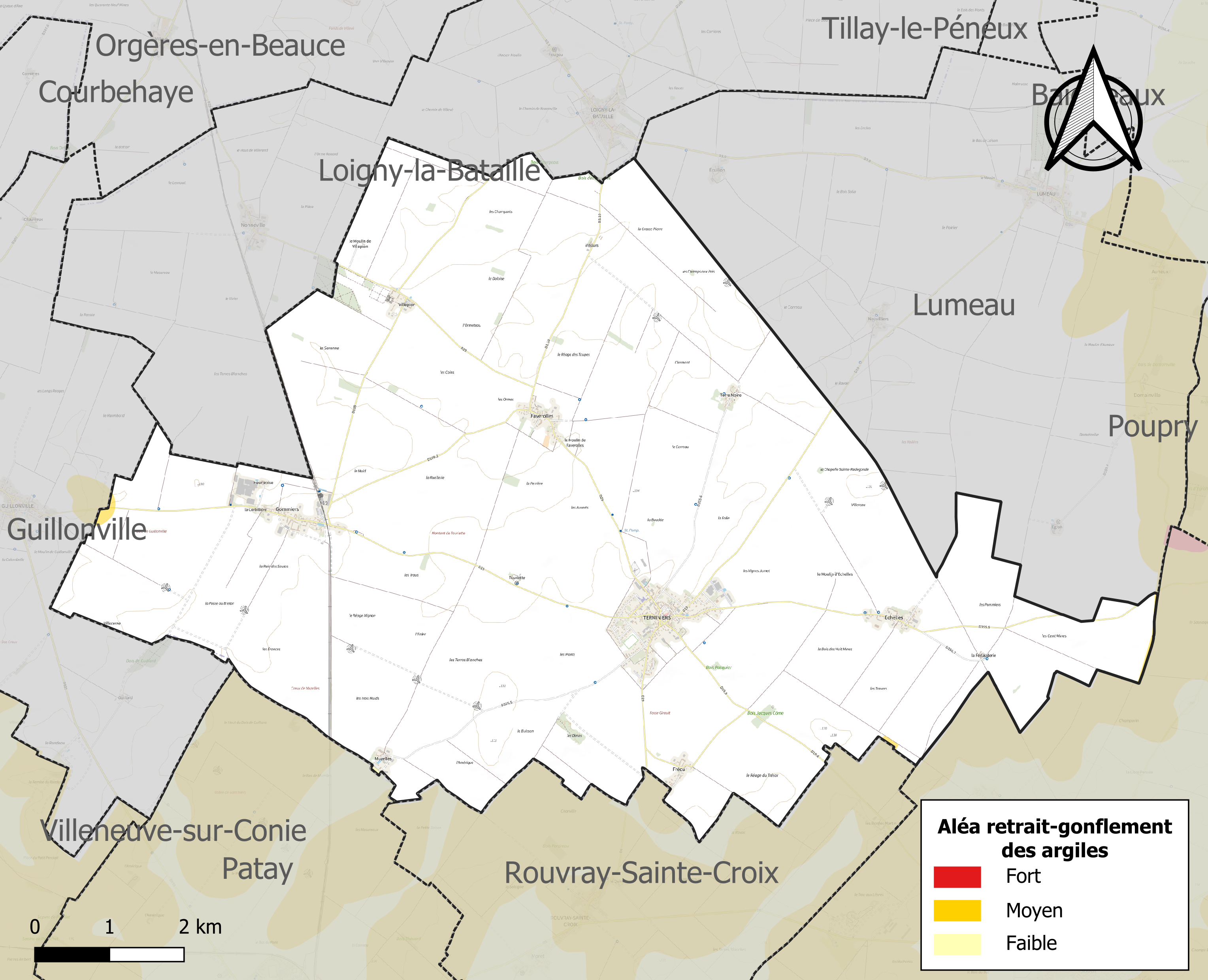
Carte des zones d'aléa retrait-gonflement des sols argileux de Terminiers.

Les mouvements de terrains susceptibles de se produire sur la commune sont des mouvements de sols liés à la présence d'argile et des effondrements généralisés de terrains.
Le retrait-gonflement des sols argileux est susceptible d'engendrer des dommages importants aux bâtiments en cas d’alternance de périodes de sécheresse et de pluie. 0,2 % de la superficie communale est en aléa moyen ou fort (52,8 % au niveau départemental et 48,5 % au niveau national). Sur les 436 bâtiments dénombrés sur la commune en 2019, 0 sont en aléa moyen ou fort, soit 0 %, à comparer aux 70 % au niveau départemental et 54 % au niveau national. Une cartographie de l'exposition du territoire national au retrait gonflement des sols argileux est disponible sur le site du BRGM,.
Concernant les mouvements de terrains, la commune a été reconnue en état de catastrophe naturelle au titre des dommages causés par la sécheresse en 2018 et par des mouvements de terrain en 1999 et 2002.

#### Risques technologiques
Le risque de transport de matières dangereuses sur la commune est lié à sa traversée par des infrastructures routières ou ferroviaires importantes ou la présence d'une canalisation de transport d'hydrocarbures. Un accident se produisant sur de telles infrastructures est en effet susceptible d’avoir des effets graves au bâti ou aux personnes jusqu’à 350 m, selon la nature du matériau transporté. Des dispositions d’urbanisme peuvent être préconisées en conséquence.

## Toponymie
Le nom de la localité est attesté sous les formes Termeneus en 852 (Actes de Charles II le Chauve, no 382) ; Terminium [*Termineium] vers 1250 ; Terminié le 18 août 1375 (Archives nationales-JJ 107, no 327, fol. 164) ; Terminier en Beauce, septembre 1416 (Archives nationales-JJ 169, no 350, fol. 234 v°) ; Termynier en 1626 (Archives départementales d'Eure-et-Loir-G, Terminiers) ; Terminiers en 1740 (Bibliothèque municipale d’Orléans, Manuscrits 995, fol. 244) ; Terminier, XVIIIe s. (Carte de Cassini).
D'un bas latin *Terminiacum. le premier élément Termini- représente le gentilice Terminius, formé sur Terminus « borne, limite, fin » personnifié et divinisé dans Terminus = Dieu Terme, dieu qui garantit tout ce qui borne un espace. La finale -e, -ei est issu du suffixe d'origine gauloise -acum, avec attraction de la finale française -ier ; le s est muet et parasite.
Les appellations des hameaux ont suivi les évolutions suivantes : 
- Villare Pion, Villerpion, Villepion ;
- Ursionis villa, Villeue, Villours ;
- Faberolae, Faverolas, Faverolles?

## Histoire

### Antiquité
Termenier, en vieux français, indique la frontière de la civitas Carnutum et de la civitas Aurelianorum.
Des fouilles menées au nord du bourg, réalisées dans le cadre d'un diagnostic archéologique préventif, ont permis de mettre au jour des restes de céramiques et d'un bâtiment sur poteau datant de la fin de l'âge du fer, relevant probablement de la période de l'Hallstattien.

### Moyen Âge
Terminiers est sur des propriétés du chapitre de la cathédrale d'Orléans : « En la paroisse de Terminiers : métairie de Taupineux, bâtiments, cour, jardin, colombier, 14 muids de terre labourable. — Métairie d'Ouvans, bâtiments, cour, jardin,
colombier, 20 muids 7 mines de terre labourable, censive, fief, dixmes et champarts.— Métairie d'Échelle, bâtiments, cour, jardin, vigne, 15 muids de terre. — Autre petite métairie et 3 muids de terre. — Métairies de Faverolles et de la Reollière, bâtiments, cour, jardin, vignes, et environ 16 grands muids de terre labourable. — Métairie du Champ-aux-Clercs, au hameau de Chasteville,
maison, bâtiments, 4 muids de terre. — Métairie de Muzelles, bâtiments, cour, jardin, ouches, 15 muids de terre. — Métairie du grand Villepion, bâtiments, cour, jardin, 15 muids de terre. — Métairie du petit Villepion, bâtiments, cour, jardin, ouches, 15 muids de terre, dont relèvent plusieurs fiefs.— 10 muids de terre à Gommiers, dite paroisse de Terminiers » ; « Fiefs relevant du chapitre à cause de Villepion : lieu seigneurial de Villepion avec 180 muids de terre, justice
haute, moyenne et basse »
En 1407, « Colin Luilier reconnaît tenir en fief du chapitre de l'église Sainte-Croix la moitié d'un lieu et hébergement assis à Villepion, paroisse de Terminier. »

### Époque contemporaine

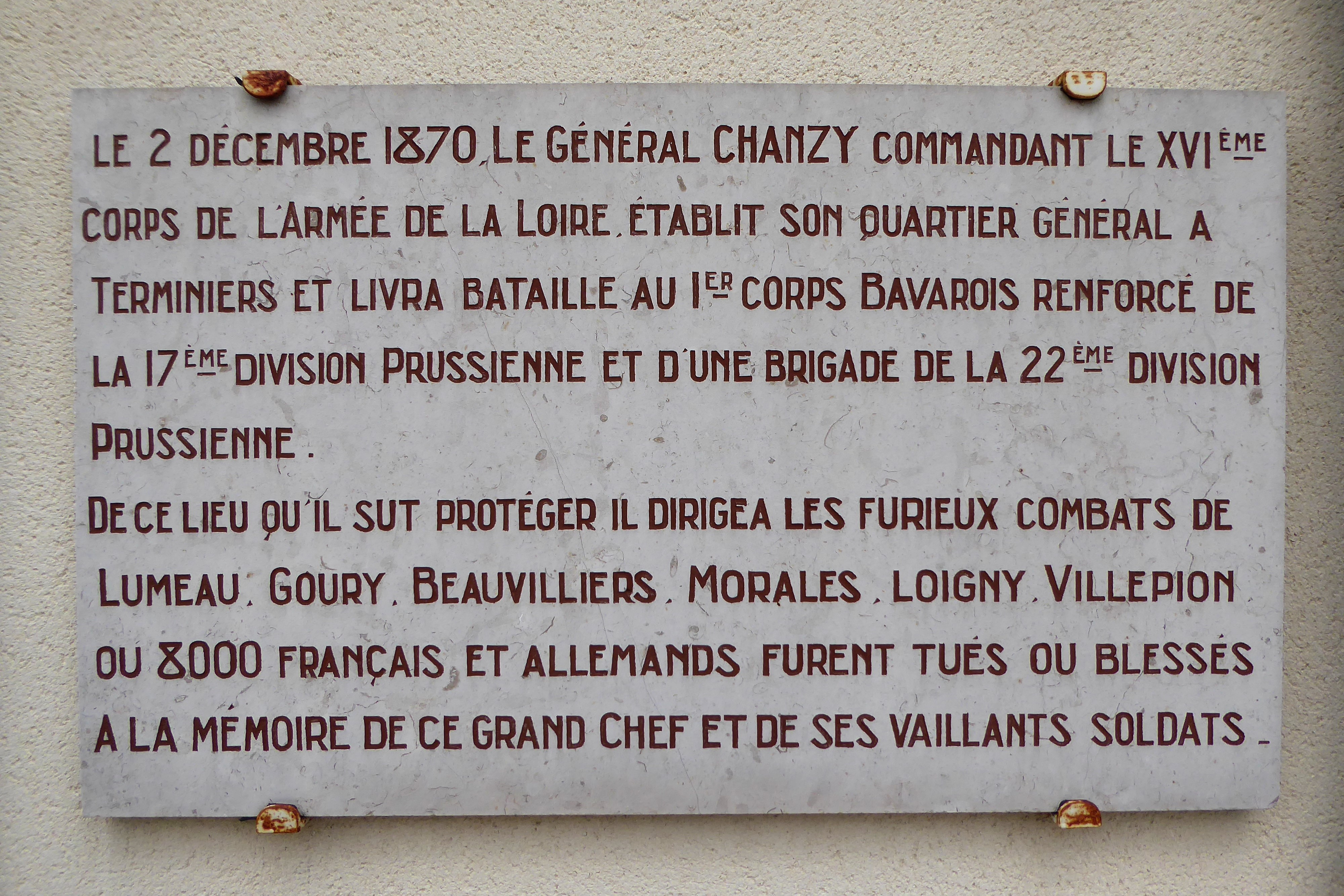
Plaque sur la façade de la mairie de Terminiers en hommage au général Chanzy.

- Guerre franco-allemande de 1870 : lors de la bataille de Loigny les 1er et 2 décembre 1870, il y eut des combats à Terminiers et Villepion, avec un mouvement de troupes de Terminiers vers Lumeau, où se trouve le monument des mobiles au hameau de Neuvilliers.
- La délimitation entre Terminiers et Loigny-la-Bataille est réalisée par décret le 4 novembre 1938.

## Politique et administration

### Liste des maires

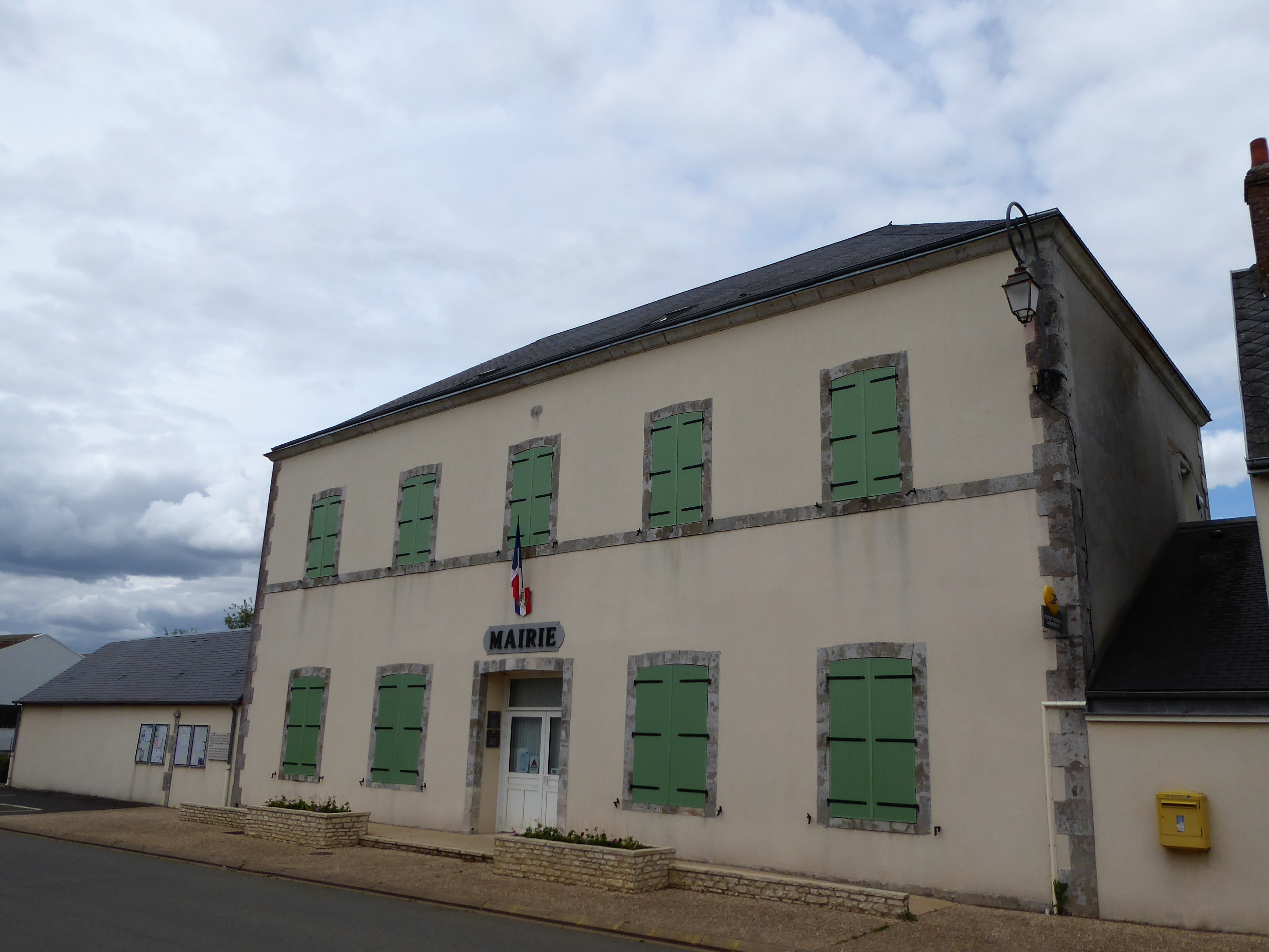
La mairie.

| Période                                  | Période  | Identité          | Étiquette | Qualité                                                                      |
| ---------------------------------------- | -------- | ----------------- | --------- | ---------------------------------------------------------------------------- |
| 1977                                     | 1995     | Pierre Terrier    |           | Grand-père de Fulbert Leveillard, maire de Courbehaye en 2020                |
| 2014                                     | En cours | Benoît Pellegrin, |           | Agriculteur sur moyenne exploitation, Président de la Communauté de communes |
| Les données manquantes sont à compléter. |          |                   |           |                                                                              |

## Population et société

### Démographie
L'évolution du nombre d'habitants est connue à travers les recensements de la population effectués dans la commune depuis 1793. Pour les communes de moins de 10 000 habitants, une enquête de recensement portant sur toute la population est réalisée tous les cinq ans, les populations de référence des années intermédiaires étant quant à elles estimées par interpolation ou extrapolation. Pour la commune, le premier recensement exhaustif entrant dans le cadre du nouveau dispositif a été réalisé en 2008.

En 2022, la commune comptait 881 habitants, en évolution de −3,61 % par rapport à 2016 (Eure-et-Loir : −0,23 %, France hors Mayotte : +2,11 %).
| 1793 | 1800 | 1806 | 1821  | 1831  | 1836  | 1841  | 1846  | 1851  |
| ---- | ---- | ---- | ----- | ----- | ----- | ----- | ----- | ----- |
| 913  | 903  | 854  | 1 002 | 1 099 | 1 086 | 1 136 | 1 108 | 1 105 |

| 1856  | 1861  | 1866  | 1872  | 1876  | 1881  | 1886  | 1891  | 1896  |
| ----- | ----- | ----- | ----- | ----- | ----- | ----- | ----- | ----- |
| 1 141 | 1 140 | 1 200 | 1 173 | 1 230 | 1 249 | 1 223 | 1 207 | 1 143 |

| 1901  | 1906  | 1911  | 1921 | 1926 | 1931  | 1936  | 1946  | 1954 |
| ----- | ----- | ----- | ---- | ---- | ----- | ----- | ----- | ---- |
| 1 137 | 1 125 | 1 101 | 921  | 960  | 1 025 | 1 006 | 1 014 | 964  |

| 1962 | 1968 | 1975 | 1982 | 1990 | 1999 | 2006 | 2008 | 2013 |
| ---- | ---- | ---- | ---- | ---- | ---- | ---- | ---- | ---- |
| 904  | 865  | 831  | 762  | 835  | 917  | 955  | 966  | 941  |

| 2018 | 2022 | - | - | - | - | - | - | - |
| ---- | ---- | - | - | - | - | - | - | - |
| 891  | 881  | - | - | - | - | - | - | - |

## Économie

### Agriculture
La commune accueille le siège social du groupe Depussay, distributeur de machines agricoles représentant notamment la société allemande Claas.

### Parcs éoliens

#### Le Carreau
En juin 2006, quatre turbines Nordex N90/2500, d'une puissance nominale de 2,5 MW, sont mises en service par la société CSO Energy, développant une puissance totale de 10 MW.

#### Les TroisMuids
En décembre 2006, cinq turbines Nordex N90/2300, d'une puissance nominale de 2,3 MW, sont également mises en service par CSO Energy, totalisant une puissance de 11,5 MW.

## Culture locale et patrimoine

### Lieux et monuments

#### Château de Villepion

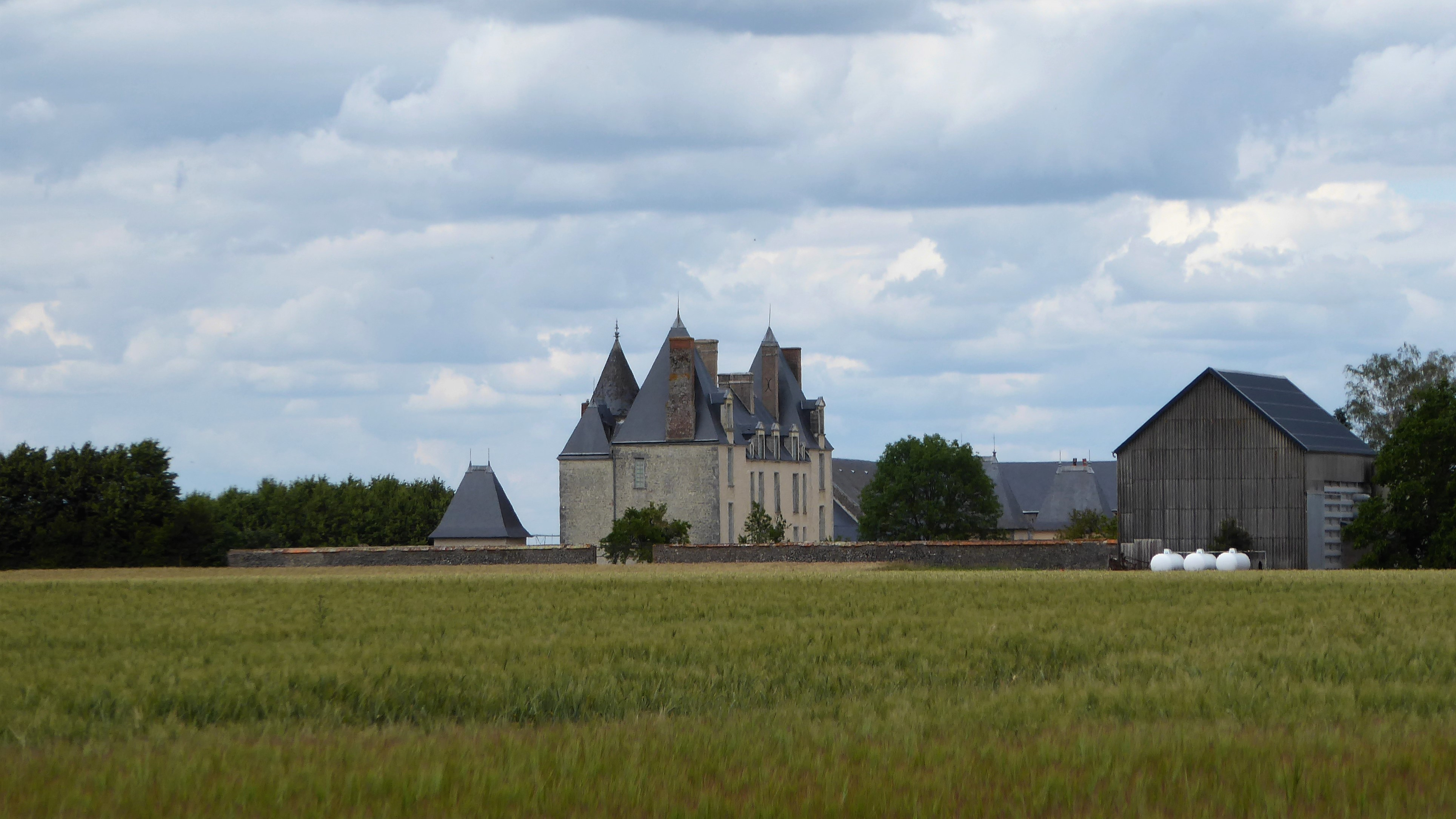
Château de Villepion.

Inscrit MH (1984).

#### Église Saint-Liphard
L'église abrite un voile de calice classé monument historique au titre objet du XVIe siècle. Ce voile est
constitué d'un velours rouge décoré d'un carré de broderie représentant saint Denis et saint Thomas.

L'église Saint-Liphard
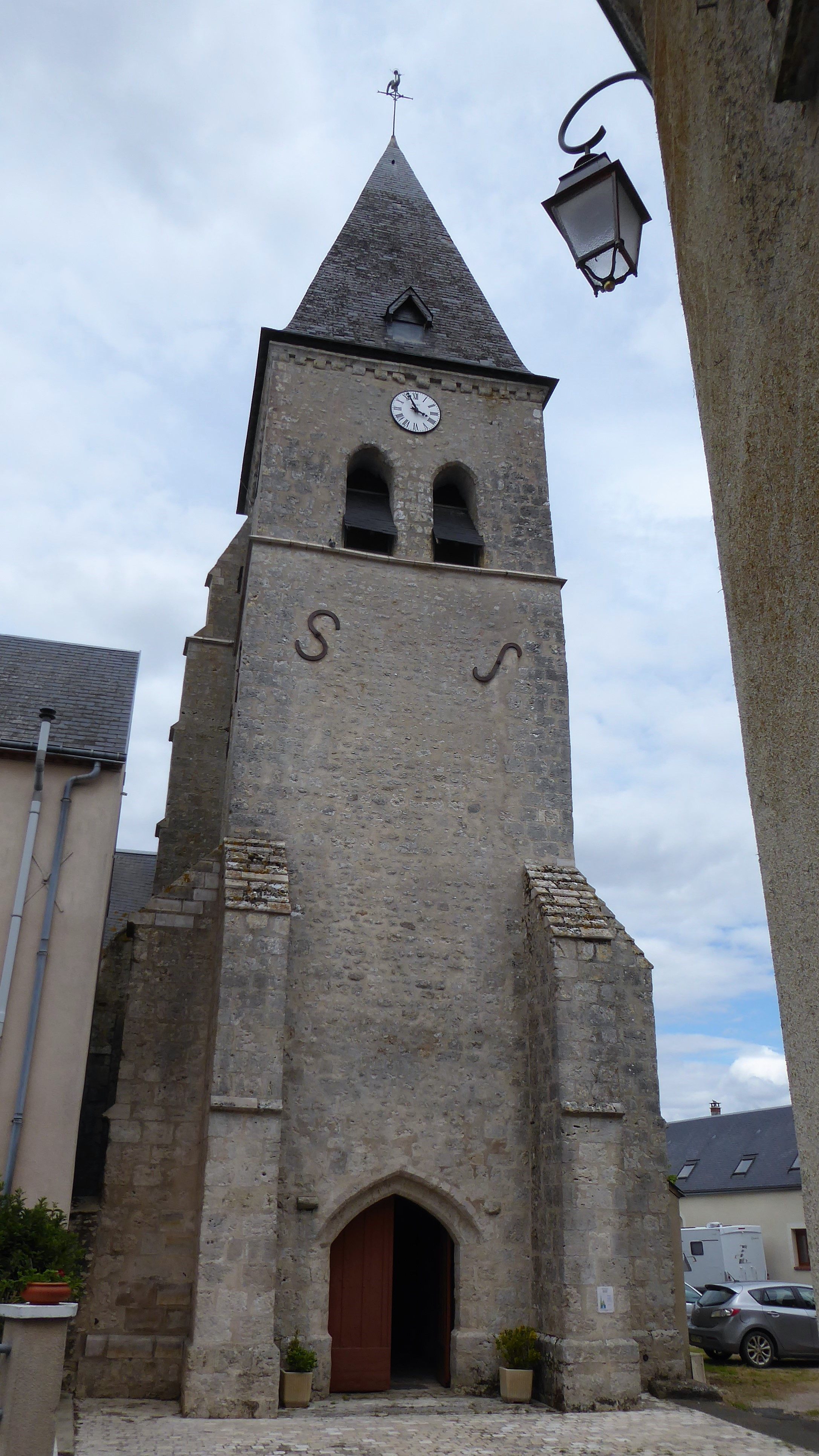
Le clocher-tour.
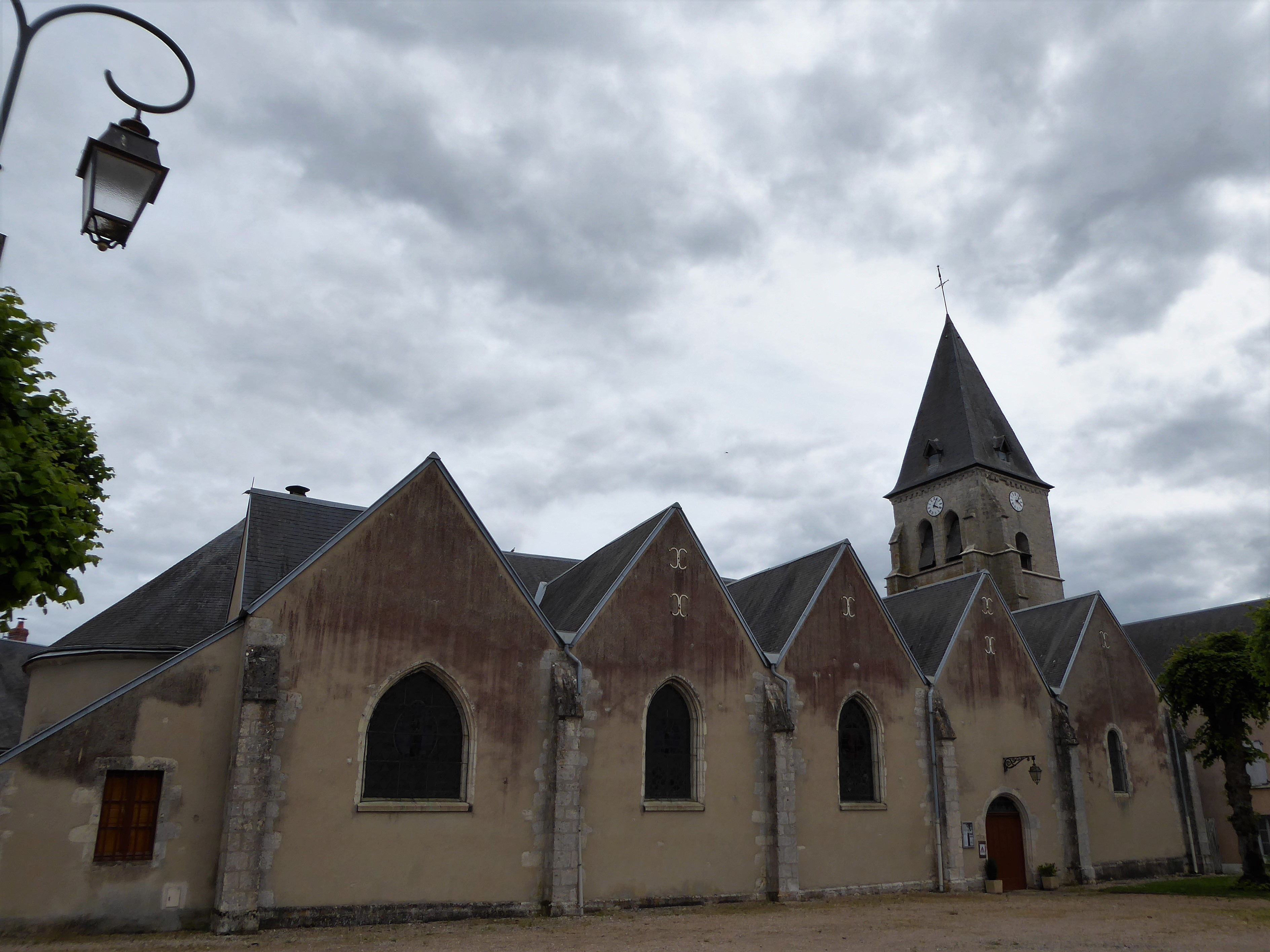
Le bas-côté nord.
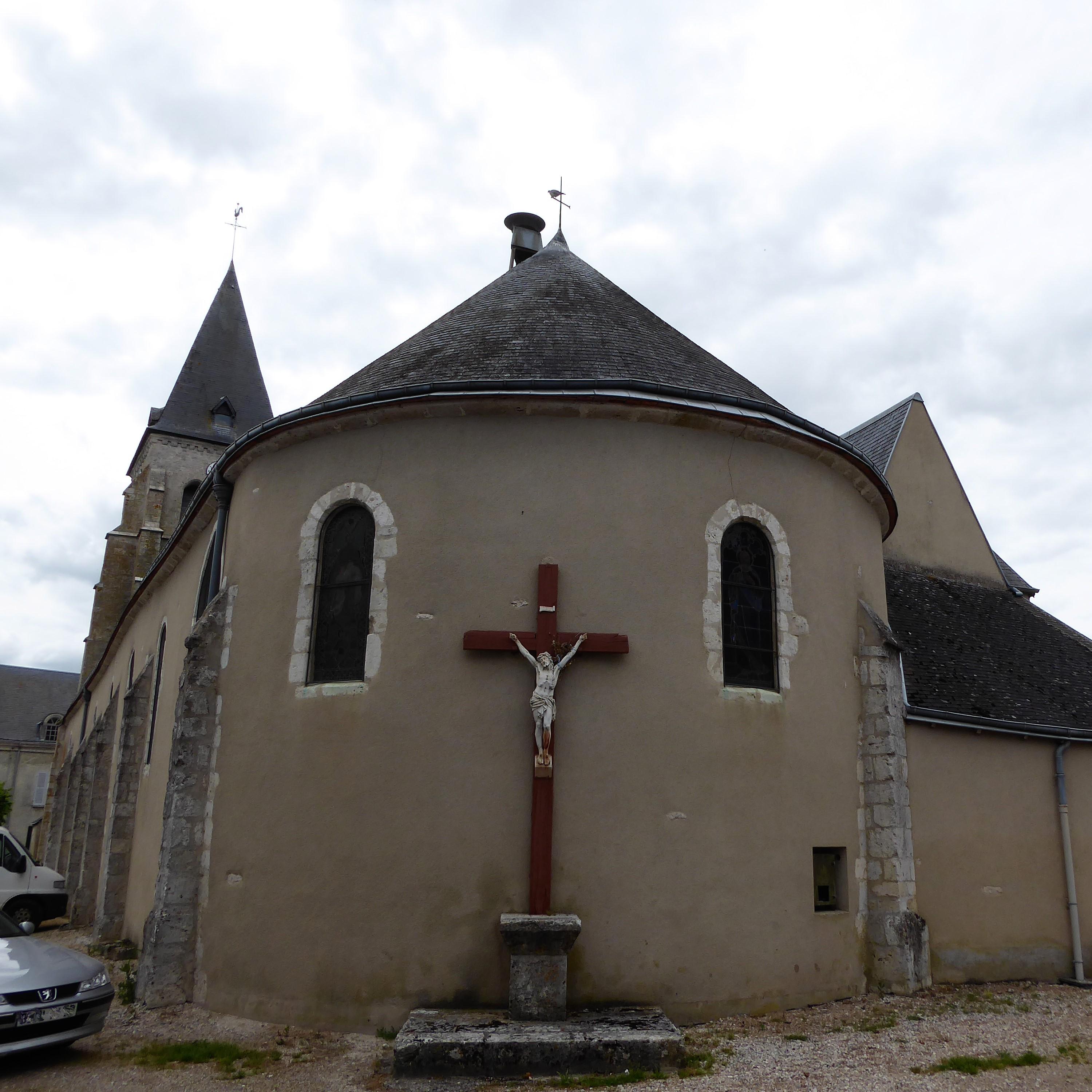
Le crucifix devant le chevet.
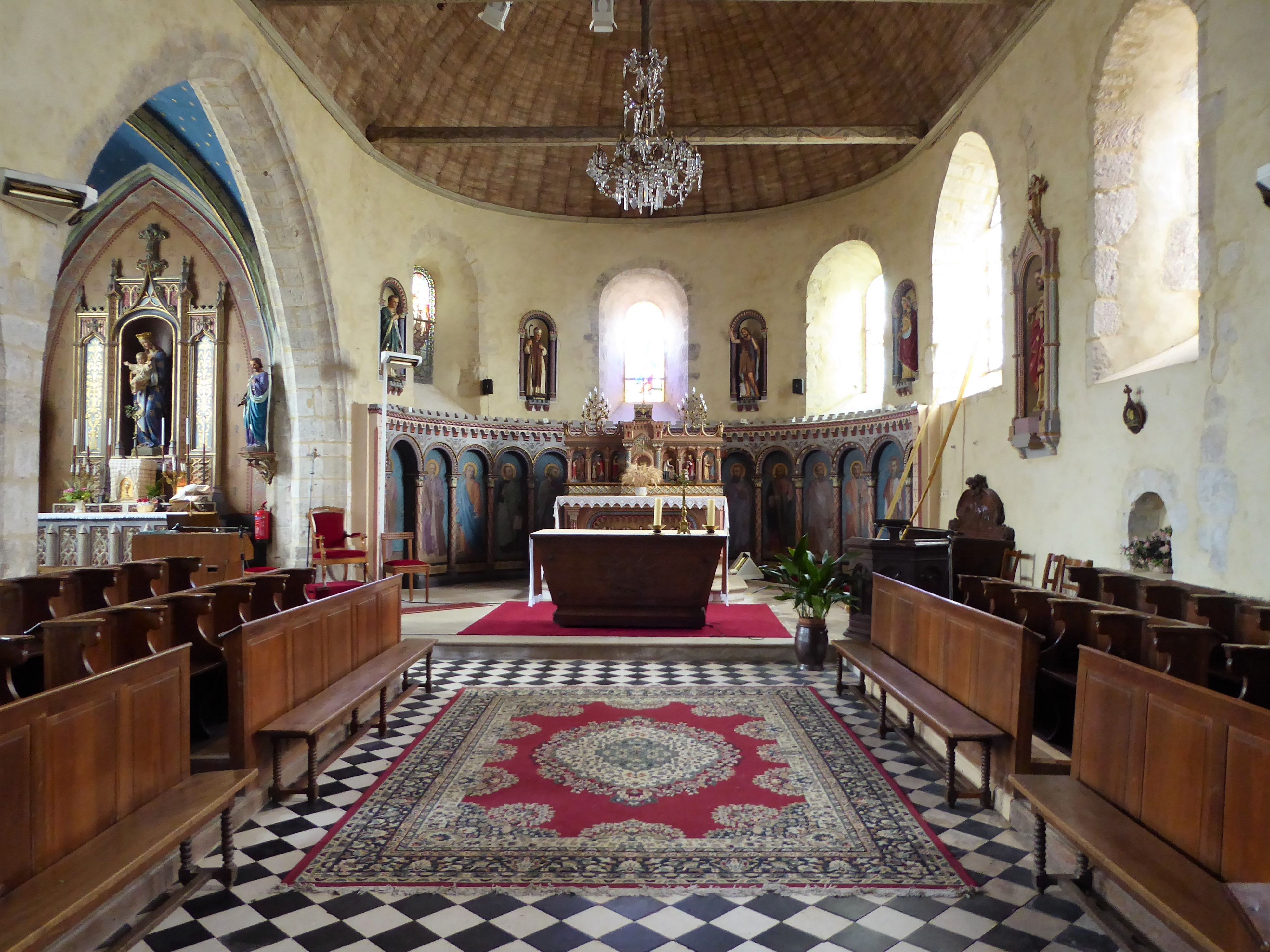
la nef et le chœur.
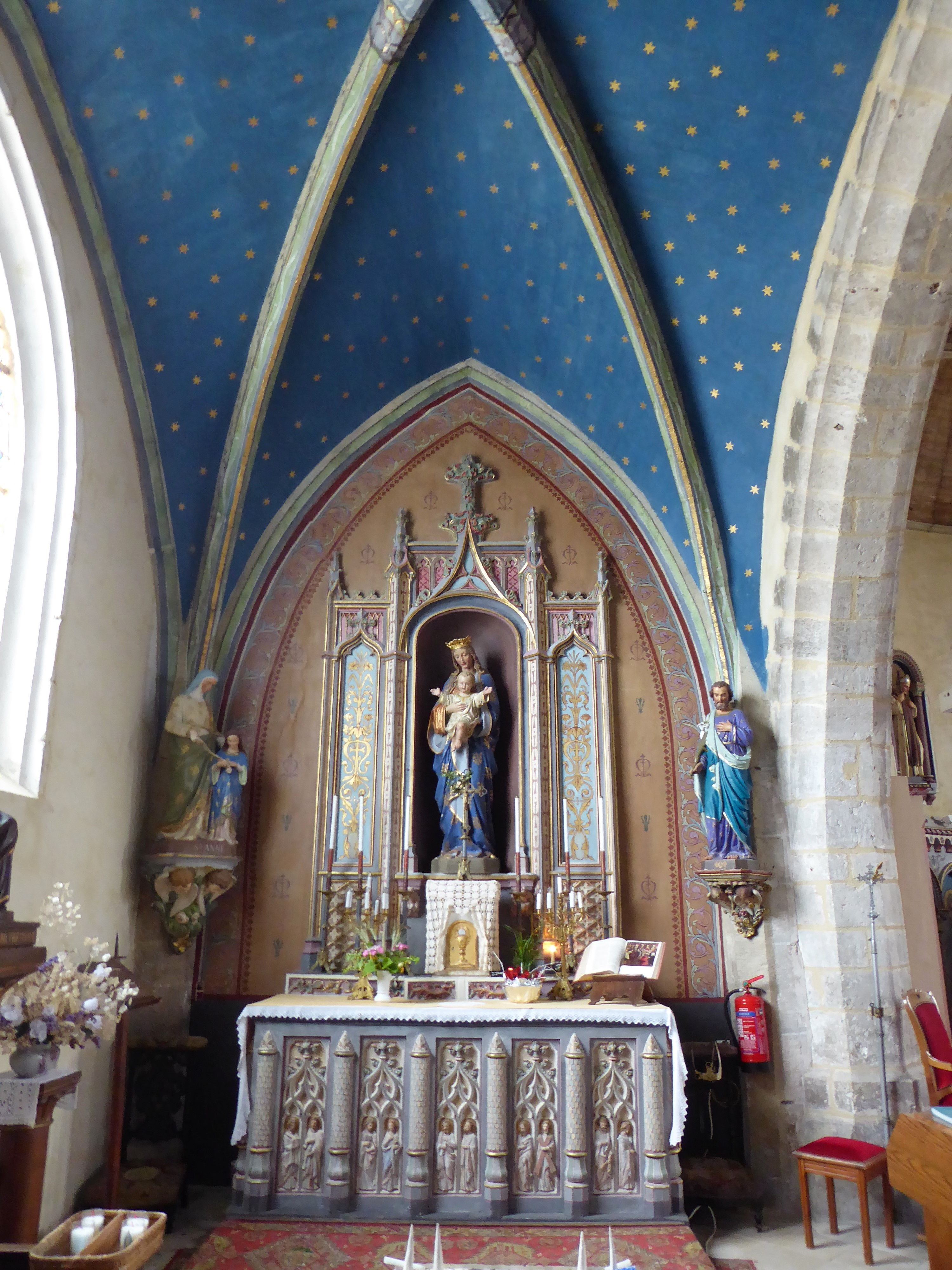
Autel nord.

Les verrières sont posées dans les années 1890 et signées des ateliers Lorin de Chartres. Plusieurs vitraux apparaissent comme nécessitant une restauration, notamment « Ave Maria gratia plena » et « Magnificat anima mea », tous deux datés de 1892.

Les vitraux des ateliers Lorin
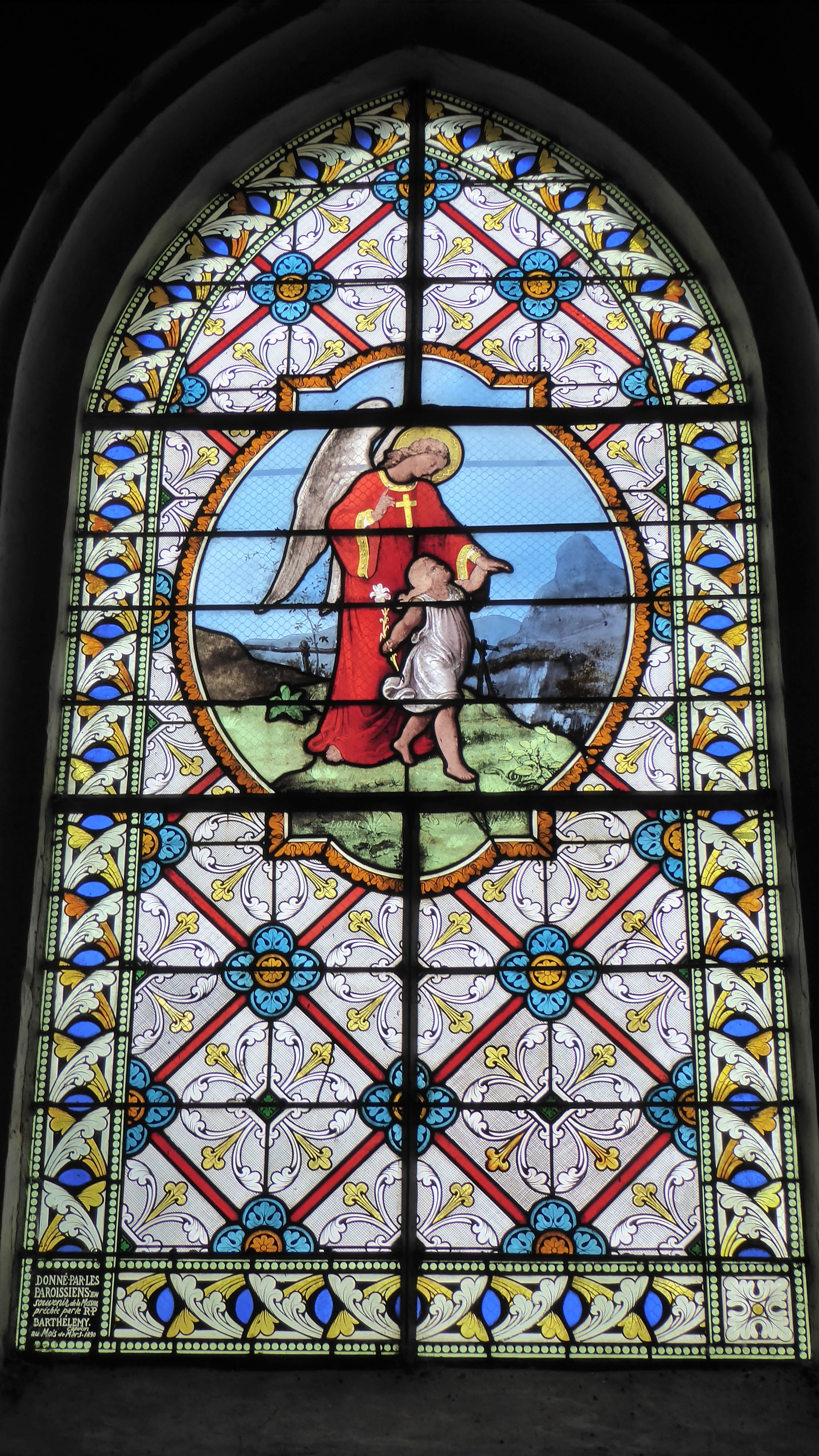
Vitrail signé Lorin, 1890.
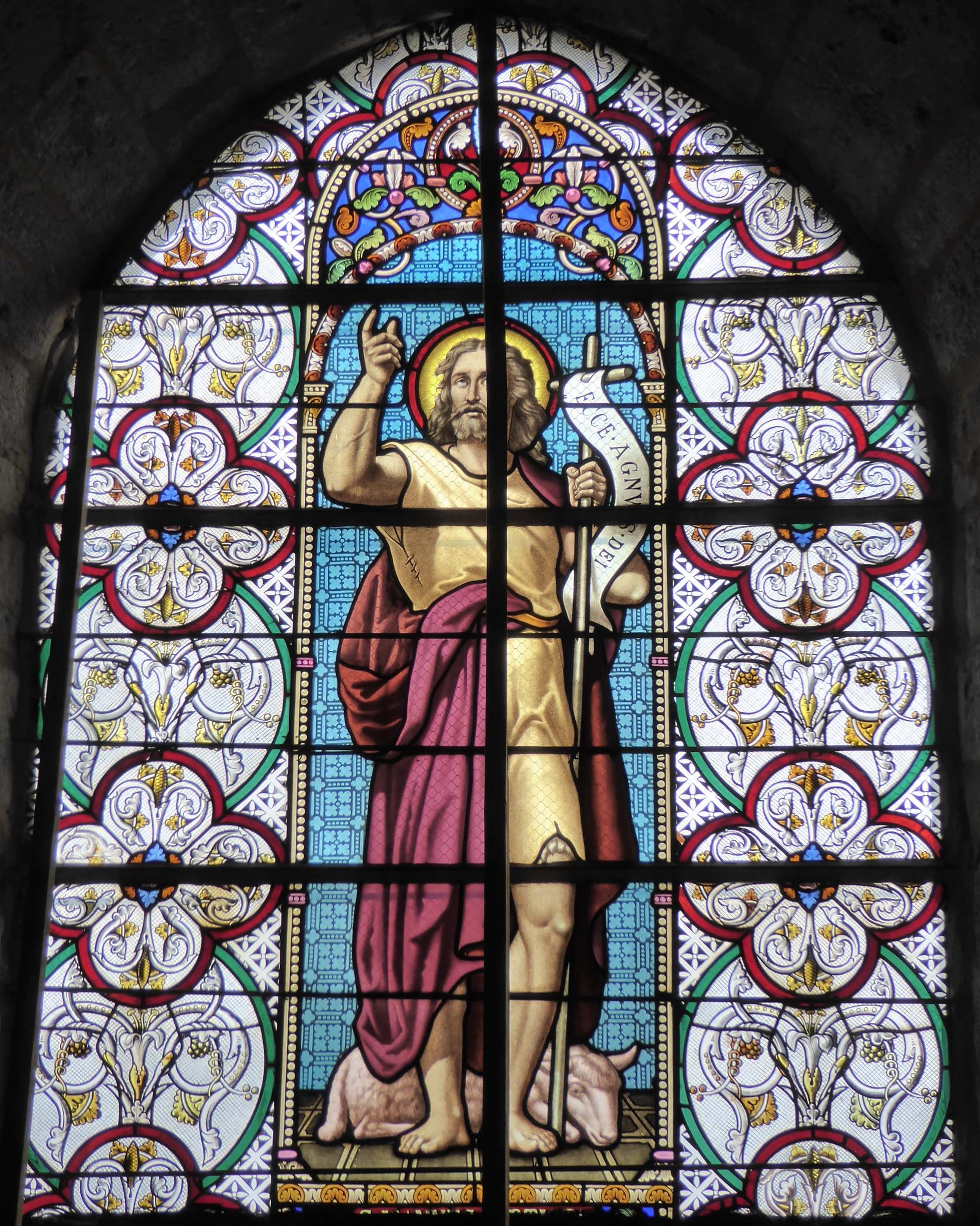
Ecce agnus Dei.
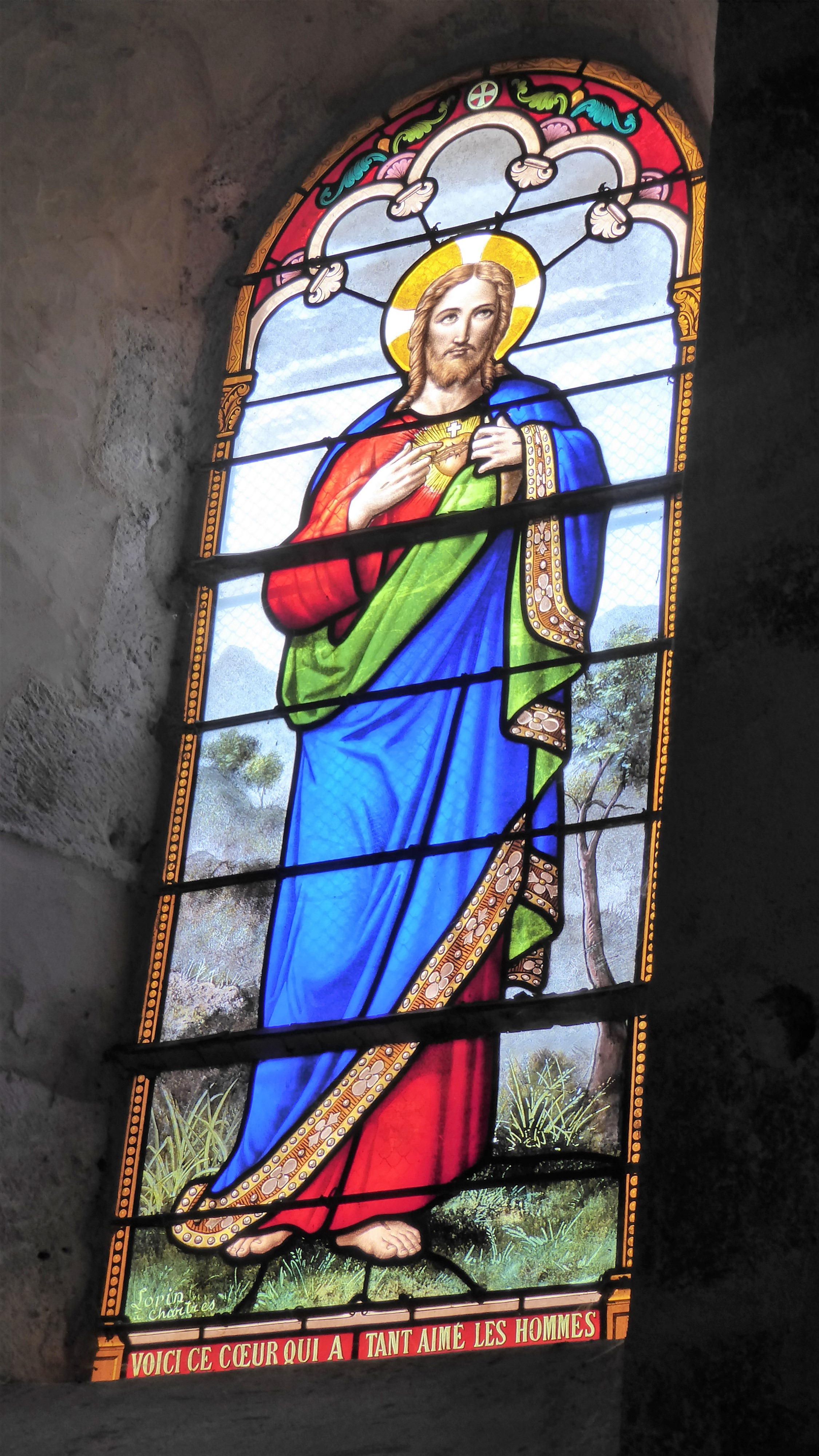
Vitrail signé Lorin.
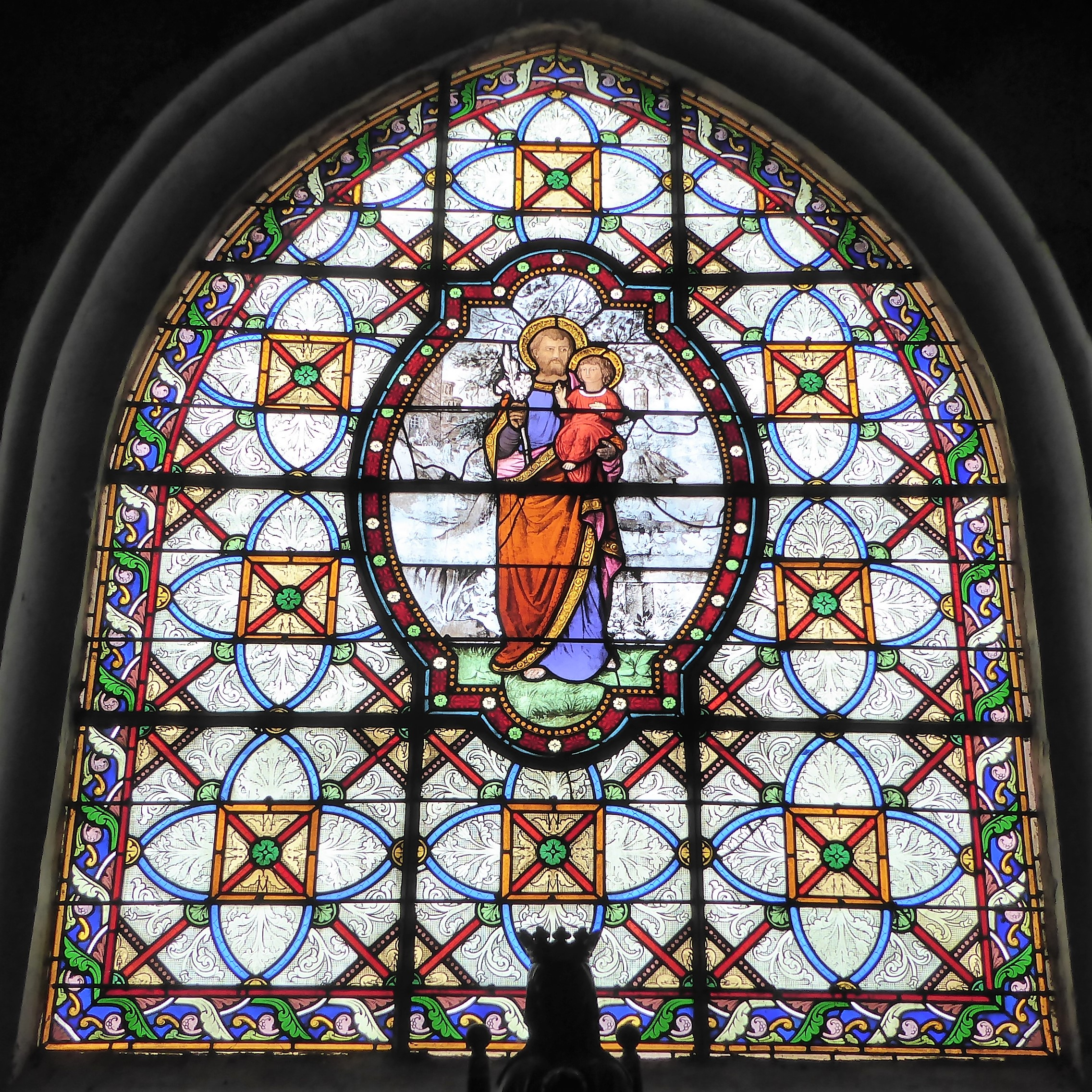
Jésus et Joseph.
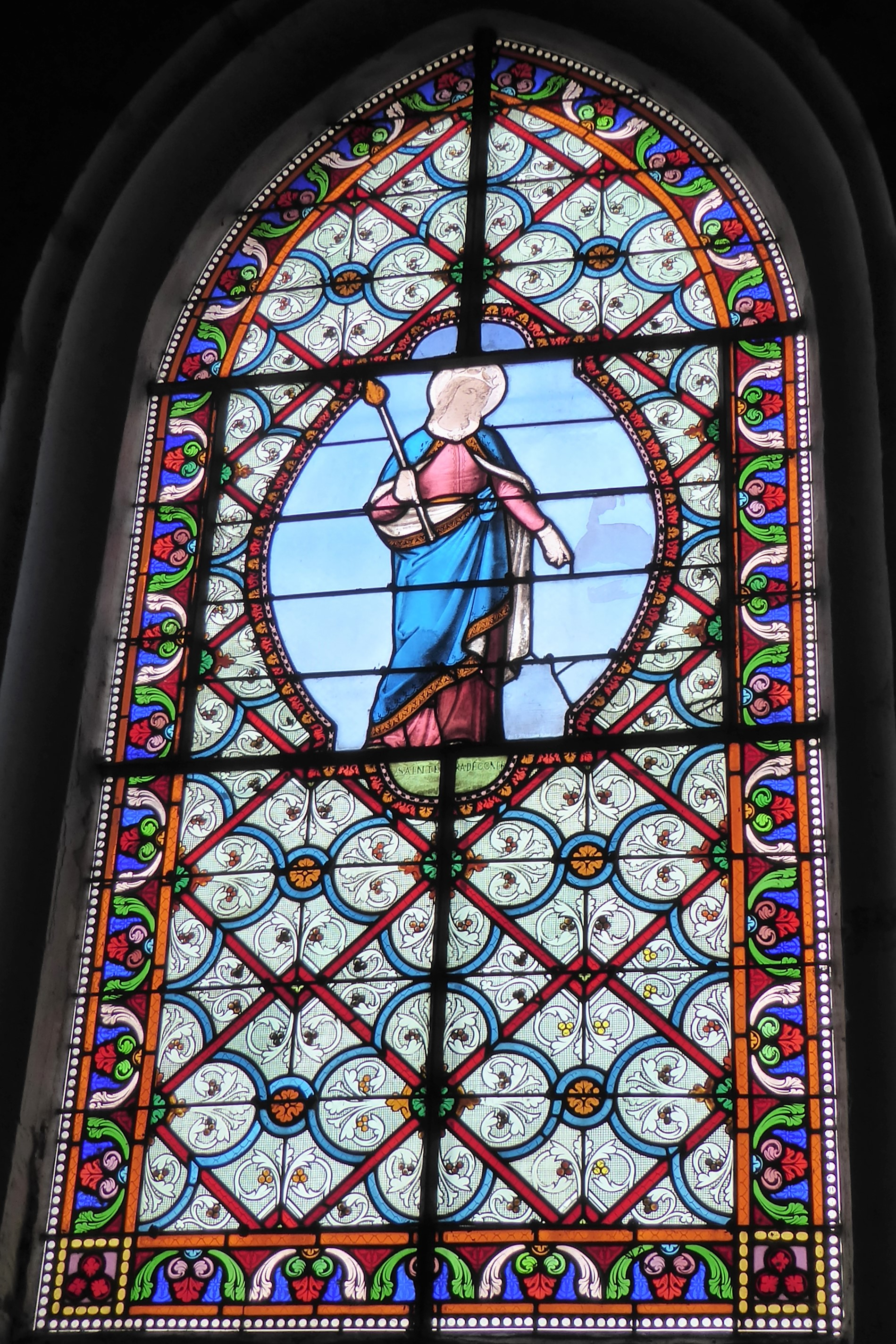
Sainte Radegonde.
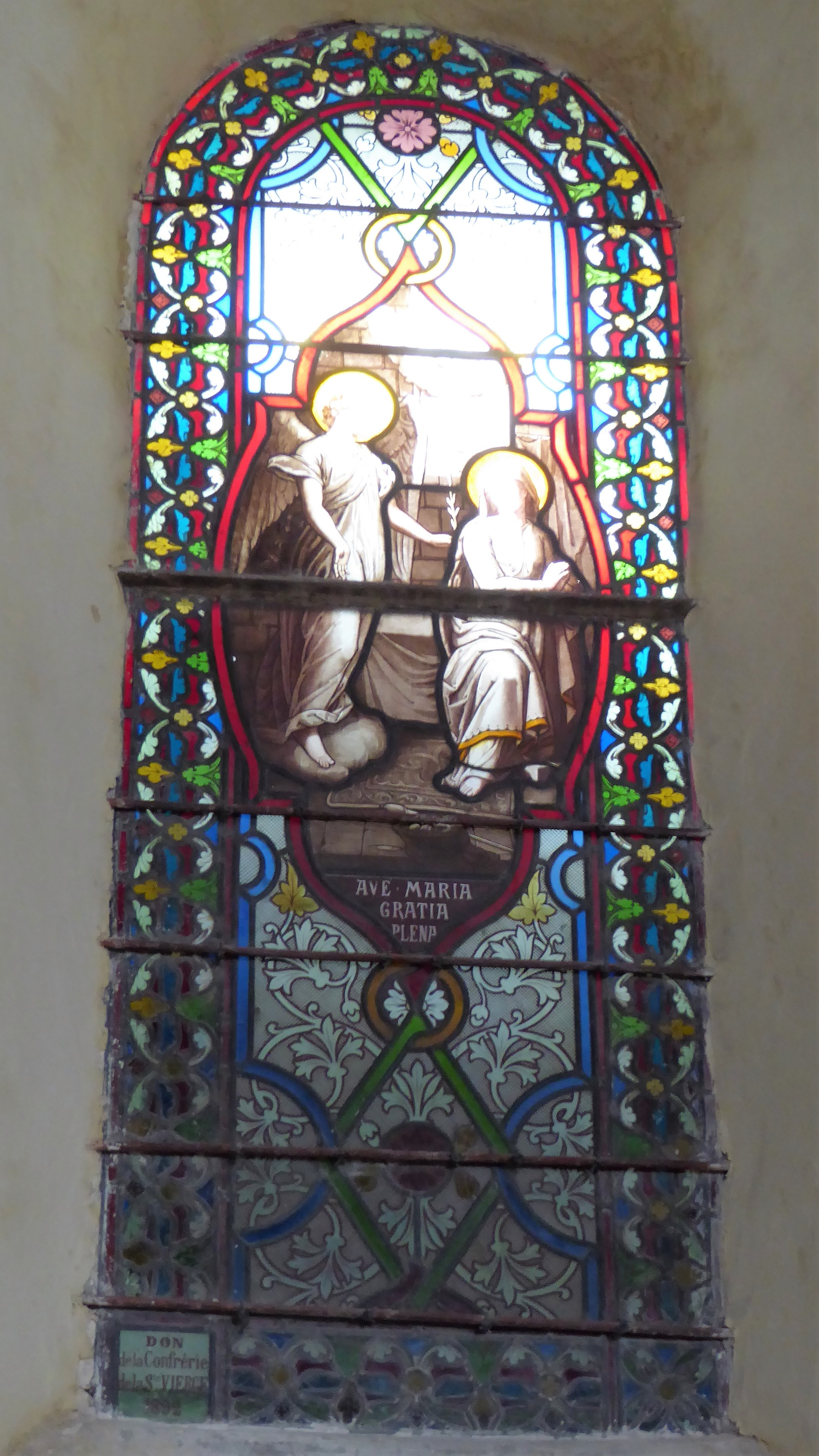
Ave Maria gratia plena, 1892.
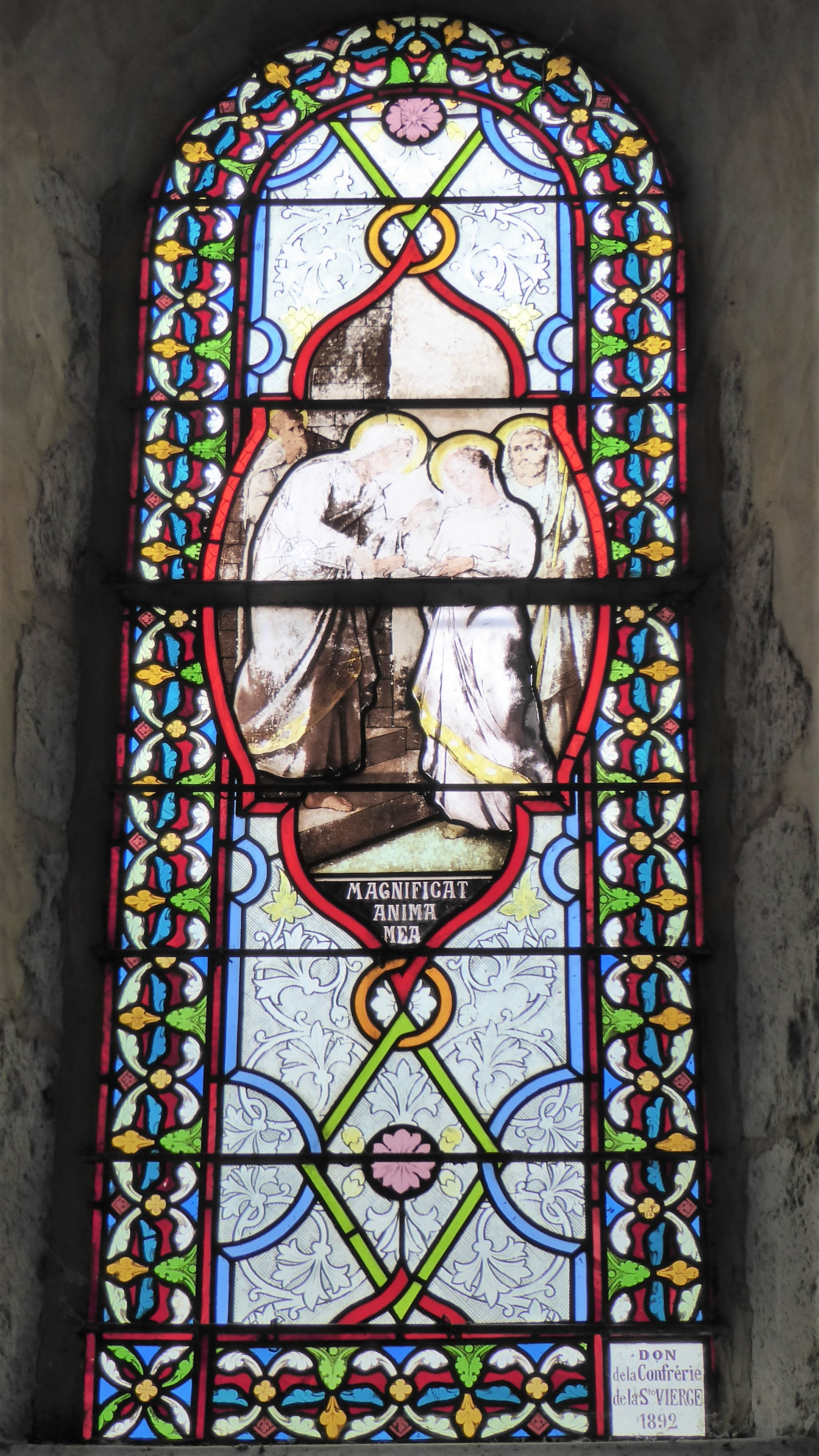
Magnificat anima mea, 1892.

#### Autres lieux et monuments
- Monument aux morts ;
- Maison rue Chanzy.

Ensemble de bâtiments daté 1866 rue Chanzy
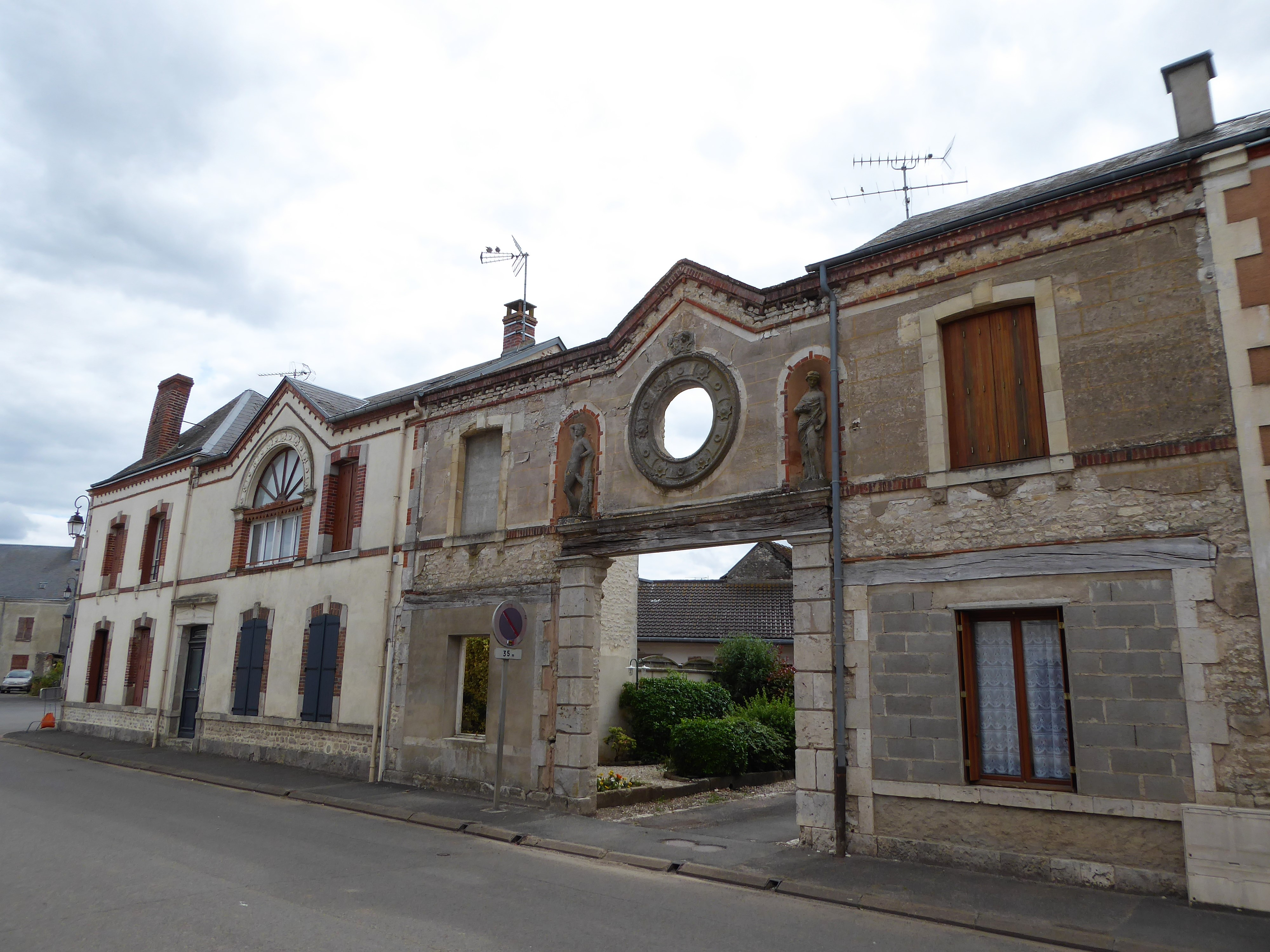
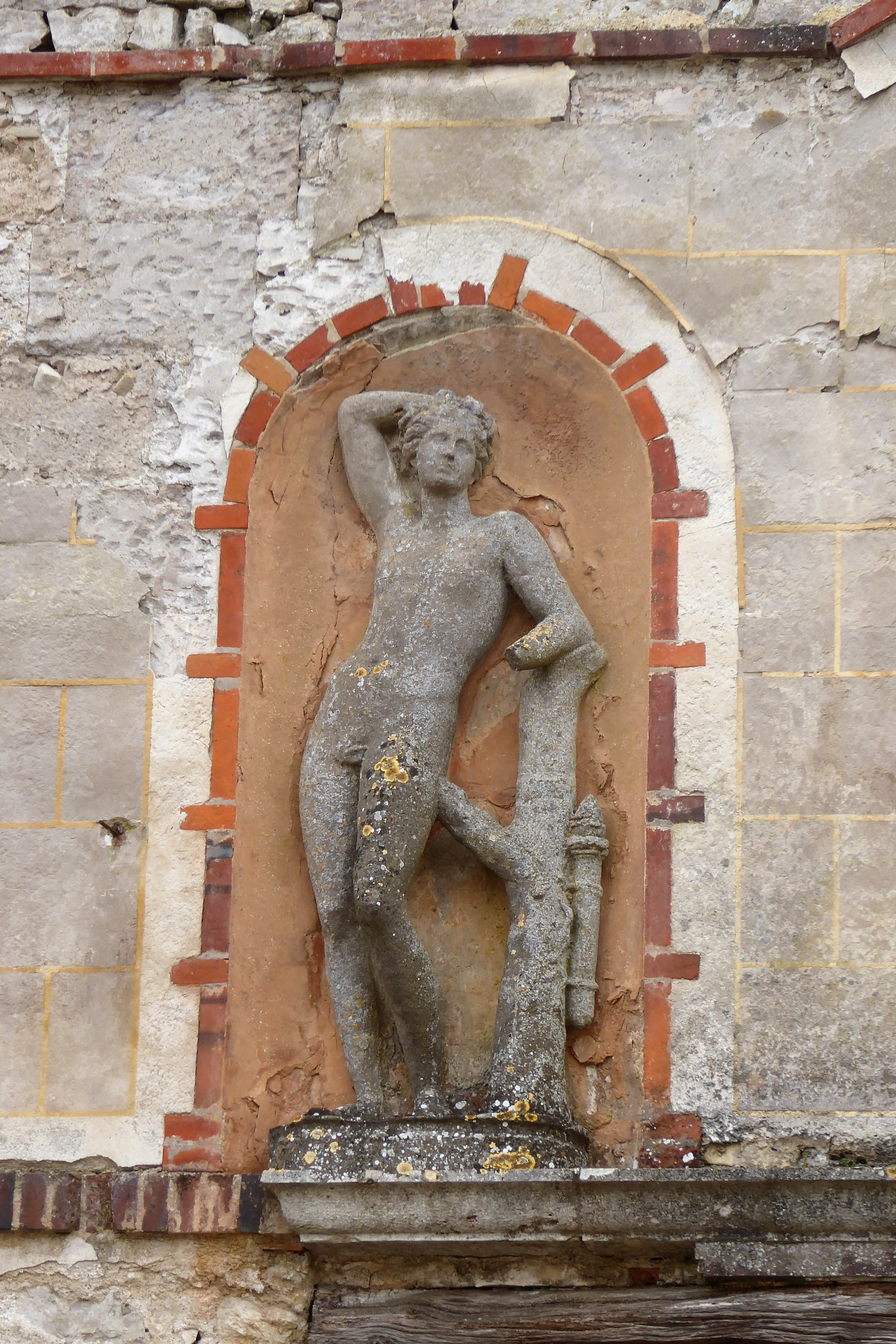
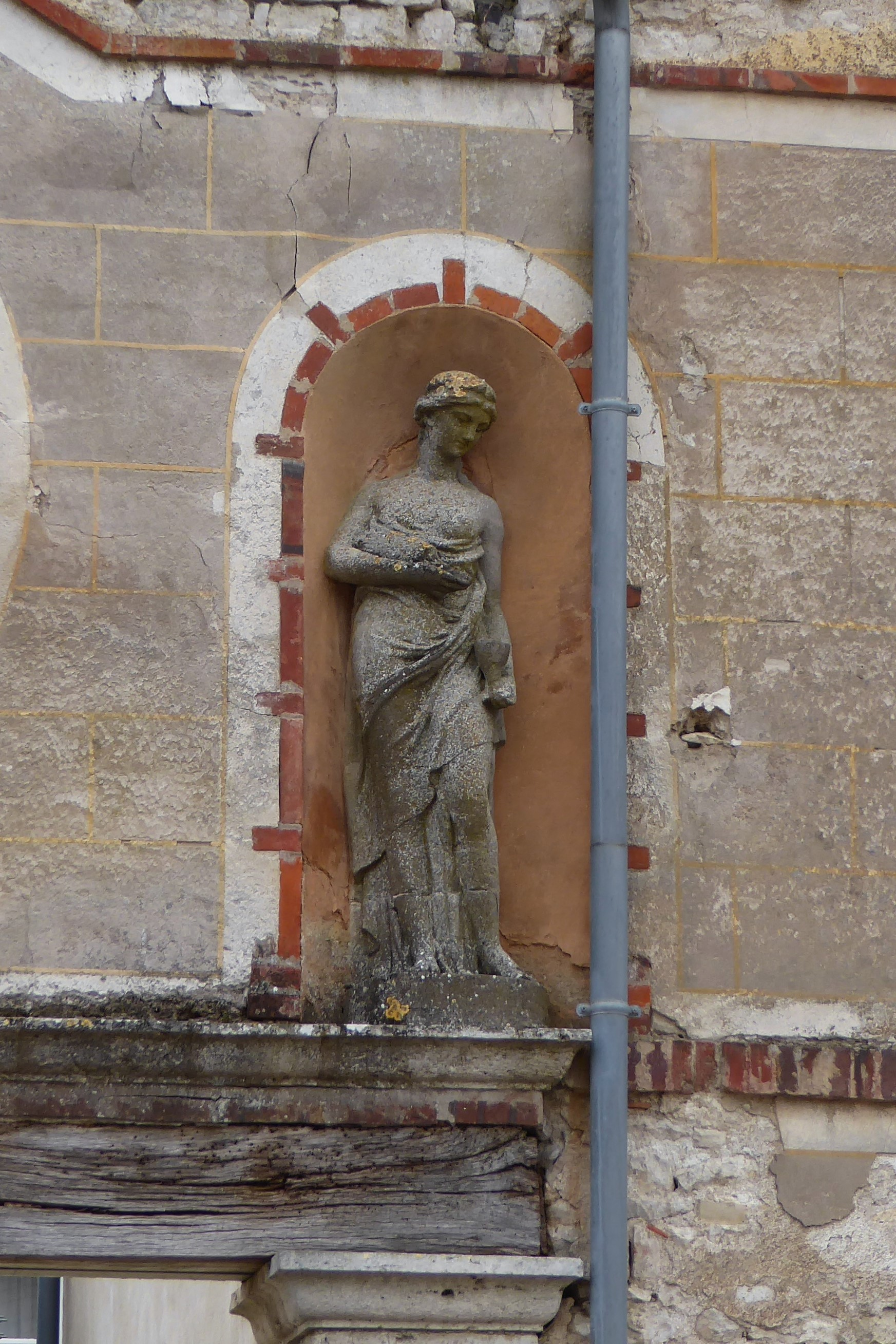

### Personnalités liées à la commune
- Pierre-Ugolin de Baschi du Cayla (1804-1828), fils de Zoé Talon, il fut élève au séminaire de Terminiers vers 1820[32].
- Émile Peigné (1862-1929), homme politique français député d'Eure-et-Loir de 1924 à 1929, né le 21 septembre 1862 à Terminiers et mort à Bonneval (Eure-et-Loir).
- Albéric de Montgolfier (Neuilly-sur-Seine, 1964 - ), conseiller municipal de Terminiers et président du conseil départemental d'Eure-et-Loir.

### Héraldique
|  | Les armoiries de Terminiers se blasonnent ainsi : D'azur à la bande d'argent chargée de l'inscription « TERMINIERS » de sable, accompagnée en chef d'un écusson d'argent chargé de trois de trois fleurs de lis d'or et en pointe de trois épis de blé empoignés d'or. |

### Dans le voisinage
- Maison de la Beauce à Orgères-en-Beauce et « route du blé en Beauce »
- Musée de la Guerre de 1870 - Loigny-la-Bataille et Monument des mobiles à Neuvilliers (Lumeau)
- Moulin à vent d'Artenay